# Municipio de Argyle
El municipio de Argyle (en inglés: Argyle Township) es un municipio ubicado en el condado de Sanilac en el estado estadounidense de Míchigan. En el año 2010 tenía una población de 759 habitantes y una densidad poblacional de 8,07 personas por km².

## Geografía
El municipio de Argyle se encuentra ubicado en las coordenadas 43°33′22″N 82°55′40″O / 43.55611, -82.92778. Según la Oficina del Censo de los Estados Unidos, el municipio tiene una superficie total de 94.09 km², de la cual 94,04 km² corresponden a tierra firme y (0,06 %) 0,05 km² es agua.

## Demografía
Según el censo de 2010, había 759 personas residiendo en el municipio de Argyle. La densidad de población era de 8,07 hab./km². De los 759 habitantes, el municipio de Argyle estaba compuesto por el 97,5 % blancos, el 0,26 % eran afroamericanos, el 1,05 % eran amerindios, el 0,53 % eran asiáticos, el 0,26 % eran de otras razas y el 0,4 % eran de una mezcla de razas. Del total de la población el 2,64 % eran hispanos o latinos de cualquier raza.